# Rio Gherteamoş
O Rio Gherteamoş é um rio da Romênia, afluente do Bega, localizado no distrito de Timiş.